# Moritz Wagner

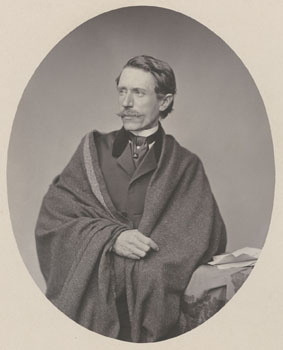
Moritz Wagner

Moritz Wagner (ur. 3 października 1813 w Bayreuth, zm. 31 maja 1887 w Monachium) − niemiecki podróżnik i zoolog. Brat Rudolfa Wagnera, niemieckiego anatoma, fizjologa i psychologa.
Do rodziny należeli też jego bratankowie: Adolph Wagner, niemiecki ekonomista i Hermann Wagner geograf i kartograf.
Autor szeregu prac o Algierze, Kaukazie, Ameryce i z zakresu geografii zwierząt i o teorii Darwina. Twórca teorii migracyjnej (1868).
Został pochowany na Starym Cmentarzu Północnym w Monachium.